# Recreatiepark Het Rutbeek
Het Rutbeek is een Nederlands recreatiegebied, gelegen in Oost-Overijssel in de gemeente Enschede. Het bevindt zich zuidwestelijk van Enschede, in de richting van het naburige Buurserzand en de gemeente Haaksbergen.
Het Rutbeek is ontstaan door zandafgraving. Al in de jaren zestig van de twintigste eeuw waren er plannen voor de aanleg van een recreatiegebied. In 1977 werd gestart met de aanleg, in 1978 werd het eerste gedeelte voor het publiek opengesteld, en in 1982 werd het gebied voltooid. Het Rutbeek is in beheer bij Recreatieschap Twente, een samenwerkingsorganisatie van de Twentse gemeenten.
Rond een grote plas met grillige vorm en een oppervlakte van veertig hectare ligt een recreatiegebied met een oppervlakte van 120 ha. De waterdiepte van de plas is gemiddeld drie, en maximaal vijf meter. De afstand van een wandeling om het water bedraagt vier tot vijf kilometer. Het Rutbeek bestaat uit een moeras en vijf verschillende stranden.

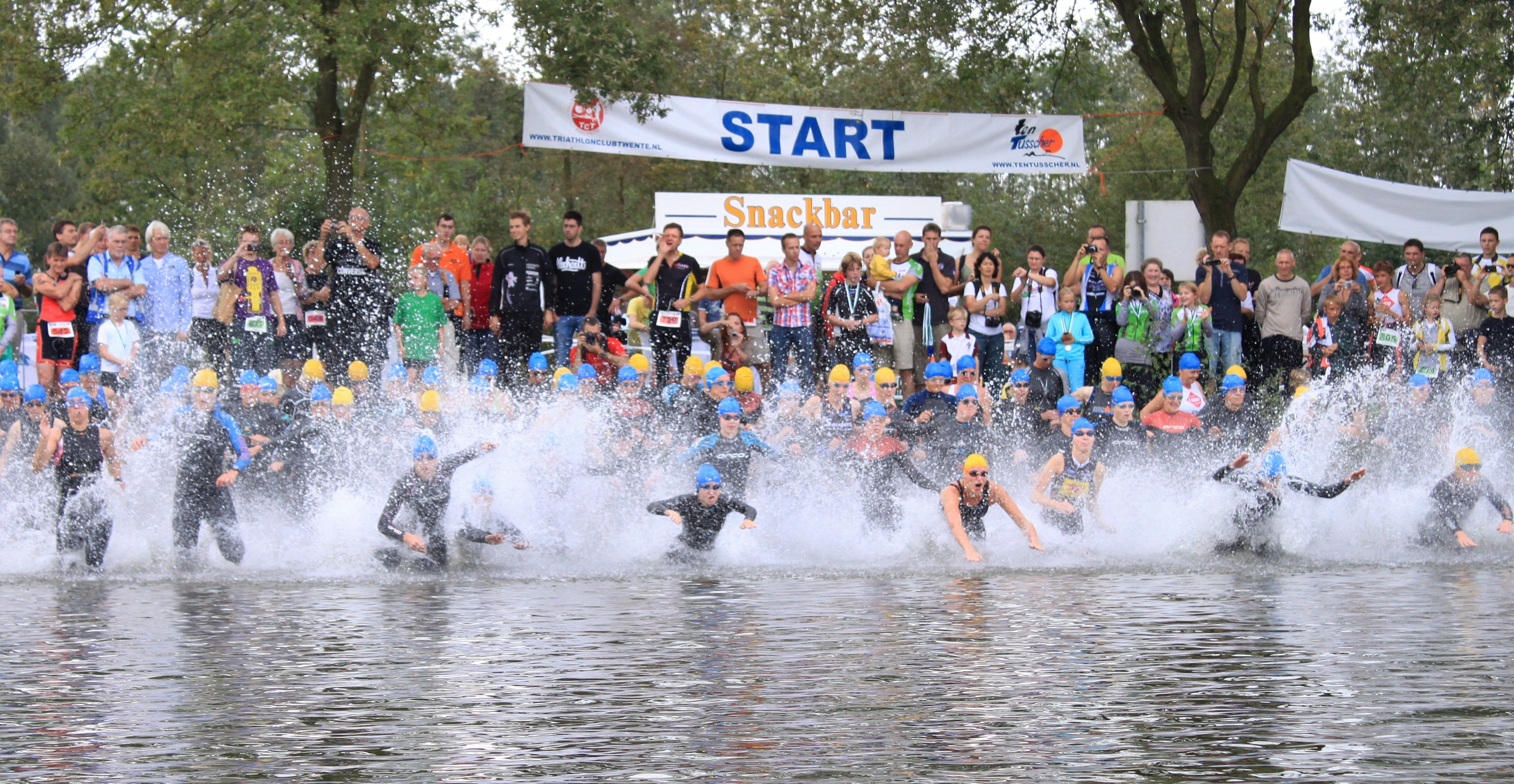
De jaarlijkse Rutbeek Triatlon

In het Rutbeek kan men onder andere wandelen, fietsen, mountainbiken, zwemmen, surfen, kanoën, vissen, duiken, kabelwaterskiën, vliegeren, en barbecueën. Daarnaast vinden er regelmatig evenementen plaats, zoals het dance-event Freshtival en de jaarlijkse Rutbeektriatlon. Popfestival Tuckerville hield in 2023 zijn laatste editie.

Omstreeks 1982 ontstond er aan de oostzijde een onofficieel naaktstrand. Na een aantal jaren werd de oostzijde door de beheerders veranderd in een moeras, zodat deze plek voor strandrecreatie niet meer aantrekkelijk was. Tegelijk werd in 1987 een strand aan de zuidwestzijde officieel voor naturisme aangewezen. Dit strand bevond zich, in tegenstelling tot het oorspronkelijke naaktstrand, buiten de route van degenen die de plas rondwandelen, maar in 2009 werd er een bewegwijzerd wandelpad langs dit strand aangelegd.

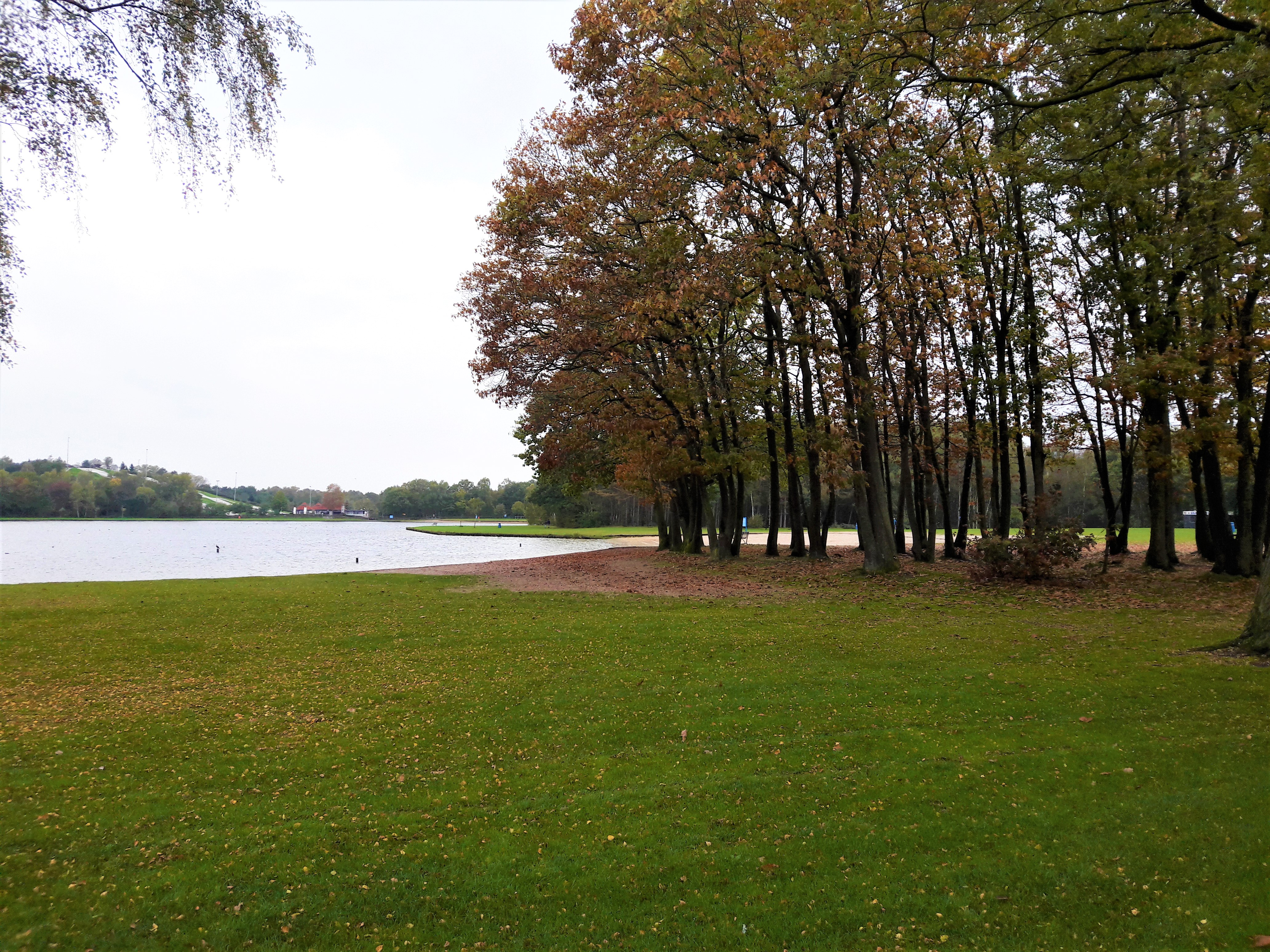
Herfstbeelden van Het Rutbeek, met op de achtergrond de zwemplas, het paviljoen en de skiheuvel

Net als bij andere recreatieplassen, lopen de bezoekersaantallen geleidelijk terug. Van de bezoekers is circa twintig procent uit Duitsland afkomstig. Het Gelders Overijssels Bureau voor Toerisme geeft de volgende bezoekersaantallen per jaar:
- 2004: 258.000
- 2005: 259.000
- 2006: 237.000
- 2007: 190.000
- 2008: 230.000
- 2009: 235.000
- 2010: 205.000

Er zijn plannen om in 2018 in het recreatiegebied 250 vakantiebungalows te bouwen, en later mogelijk een restaurant en een saunacomplex. Doelstelling is het gebied economisch rendabel te maken en meer toeristen naar Twente te trekken. In juni 2024 werd er na jaren gesteggel in de gemeenteraad voor gestemd om 250 huisjes te laten bouwen.